# 28 лютого
28 лютого — 59-й день року в григоріанському календарі. До кінця року залишається 306 днів (307 днів — у високосні роки).

## Свята і пам'ятні дні

### Національні
- Україна : День штурманської служби авіації Збройних сил України.
- Фінляндія : День Калевали
- Тайвань: День пам'яті і миру

### Релігійні
Православ'я:
- Святителя Арсенія (Мацієвича), митр. Ростовського.
- Прп. Василія, сповідника.
- Сщмч. Протерія, патр. Олександрійського.
- Сщмч. Нестора, єп. Магіддійського.
- Прпп. жон Марини і Кіри.[1]
- У невисокосні роки 28 лютого також вшановуються святі, записані на 29 лютого[2]

## Іменини
Православні: Арсен, Василь, Нестор, Марина, Кіра (у невисокосні роки - також Касіян та Іван)
 Католицькі:

## Події
- 202 до н. е. — Лю Бан зійшов на китайський престол як перший імператор династії Хань.
- 1066 — відкрилося Вестмінстерське абатство.
- 1638 — після того як англійський архієпископ Лод в 1637 році спробував ввести англіканське богослужіння в Шотландському королівстві, шотландські пресвітеріани уклали Національний ковенант (громадську угоду), в якому поклялись захищати кальвіністську віру всіма можливими засобами
- 1654 — король Ян II Казимир своїм універсалом закликав запорозьких козаків зберігати вірність Речі Посполитій.
- 1700 — Швеція перейшла на власний календар, що діяв до 1712 року.
- 1825 — укладена конвенція про розмежування володінь Російської імперії й Великої Британії в Північній Америці.
- 1835 — цим днем датована перша версія «Калевали» Еліаса Леннрута.
- 1854 — заснована Республіканська партія США.
- 1921 — у Кронштадті почалось збройне повстання гарнізону військових моряків, які вимагали ліквідації більшовицької диктатури, відновлення основних демократичних свобод і виступили під гаслами «Ради без комуністів», «Влада радам, а не комуністам». Викликане невдоволенням більшовицькою політикою «воєнного комунізму», повстання було підтримане екіпажами багатьох військових кораблів, але в березні було жорстоко придушене військами Червоної армії.
- 1922 — Велика Британія в односторонньому порядку припинила свій протекторат над Єгиптом, надавши йому незалежність. Єгипетський султан прийняв титул короля під іменем Фуад I.
- 1922 — здійснена перша постановка вистави «Принцеса Турандот» Карло Ґоцці у третій студії МХТ.
- 1925 — акціонерне товариство «Радіопередача» почало випускати спеціальну газету «Новини радіо».
- 1933 — після провокаційного підпалу Рейхстагу, що відбувся у Берліні 27 лютого, президент Німеччини Гінденбург підписав указ «Про захист республіки», яким скасовувались усі основні громадянські свободи. На знак протесту проти нацизму країну залишив драматург Бертольд Брехт.
- 1935 — у дослідницькій установі DuPont (Вілмінгтон, Делавер, США) виготовлено перший зразок нейлону.
- 1955 — відбулося урочисте відкриття залізниці Ханой—Пекін—Москва—Берлін.
- 1971 — у Ліхтенштейні підтверджено законодавчу заборону жінкам брати участь у голосуванні на виборах.
- 1984 — Майкл Джексон виграв майже всі нагороди «Греммі» — вісім, чим установив своєрідний досі неперевершений рекорд.
- 1986 — у центрі Стокгольма двома пострілами вбито прем'єр-міністра Швеції Улофа Пальме, авторитетного в усьому світі політичного діяча, голову міжнародної неурядової організації «Незалежна комісія з питань роззброєнь». Убивця з місця злочину зумів утекти, його так і не знайшли.
- 1988 — у Сумгаїті (Азербайджан) вчинено погром вірменського населення.
- 2000 — Ірак та Сирія поновили дипломатичні стосунки, перервані у 1980 році, коли Сирія прийняла бік Ірану в ірано-іракській війні.
- 2013 — Бенедикт XVI, 265-ий Папа Римський, зрікся престолу.
- 2015 — Макарій (Малетич), обраний місцеблюстелем предстоятельської кафедри УАПЦ (до того — митрополит Львівський, керуючий Рівненською, Волинською та Таврійською єпархіями)[3].
- 2022 — Україна офіційно подала заявку на вступ до Європейського Союзу.
- 2024 — Рада Європейського Союзу схвалила інструмент Ukraine Facility загальним обсягом 50 млрд євро на 2024—2027 роки.[4]

## Народились

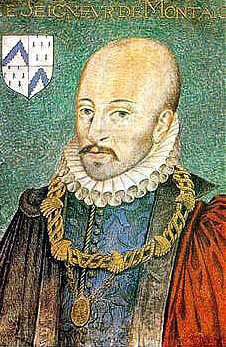
Мішель де Монтень

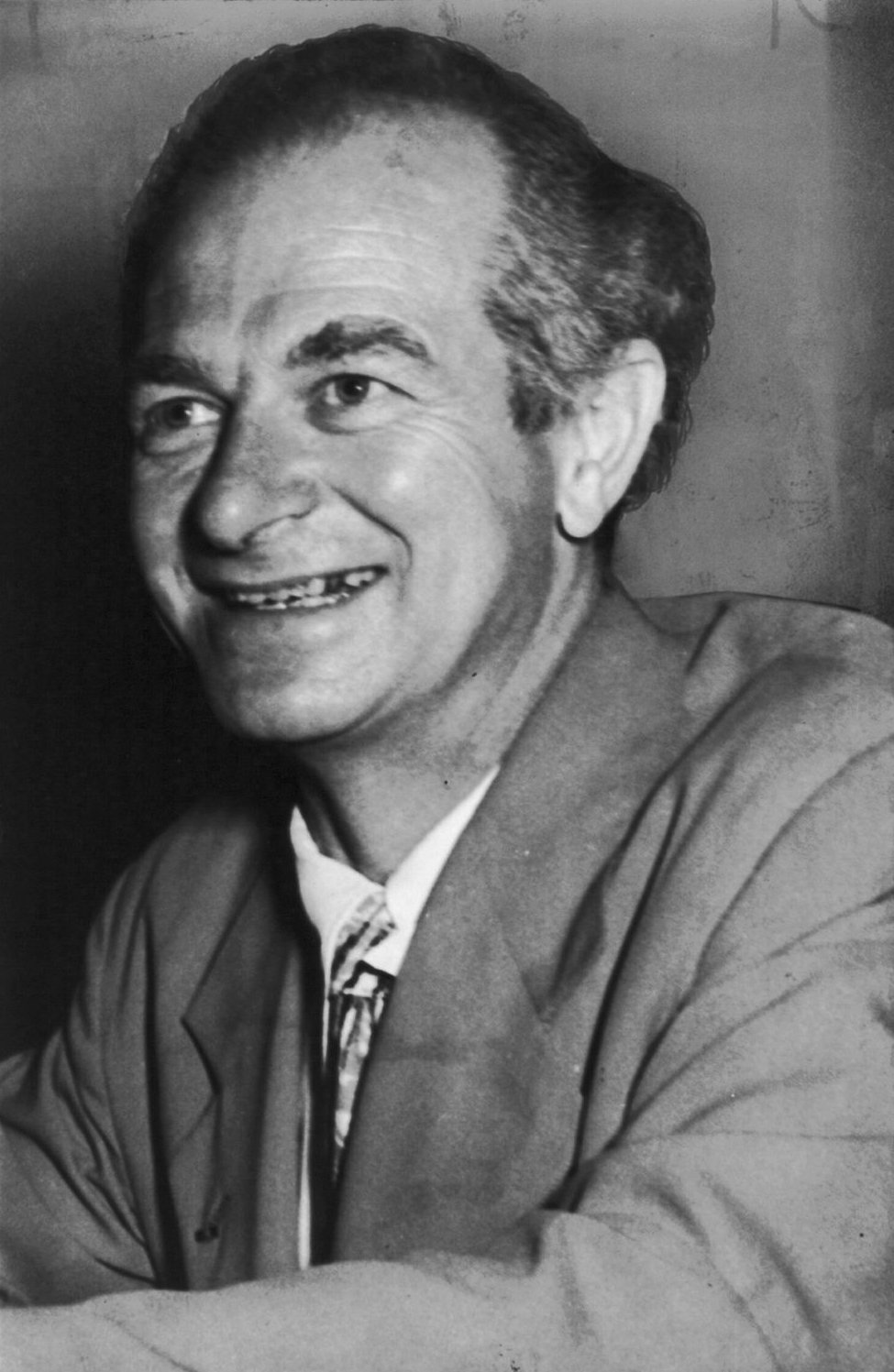
Лайнус Полінг

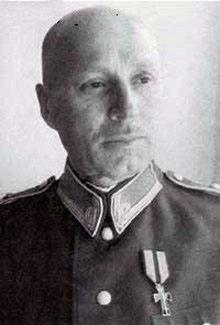
Павло Шандрук

Дивись також Категорія:Народились 28 лютого
- 1155 — Генріх Молодий, номінальний король Англії.
- 1533 — Мішель де Монтень, французький теолог, філософ, есеїст-мораліст («Досліди»), громадський діяч.
- 1683 — Рене Антуан Реомюр, французький натураліст.
- 1801 — Мотеюс Валанчус, литовський письменник і церковний діяч.
- 1802 — Ернст Фрідріх Цвірнер, німецький архітектор.
- 1812 — Бертольд Ауербах, німецький письменник.
- 1820 — Джон Тенніел, британський художник-карикатурист.
- 1823 — Ернест Ренан, французький експерт стародавніх мов і цивілізацій Близького Сходу, письменник і філософ.
- 1824 — Чарльз Блонден (Жан-Франсуа Гравель), французький акробат, який 30 червня 1859 року першим у світі пройшов по тросу над Ніагарським водоспадом.
- 1826 — Памфіл Юркевич, український філософ, професор Київської Духовної Академії.
- 1828 — Ротта Антоніо, італійський живописець. Батько живописця Сільвіо Джуліо Ротта.
- 1857 — Володимир Алексі-Месхішвілі, грузинський актор, режисер, педагог, керівник Тіфліського і Кутаїського театрів.
- 1877 — Сергій Борткевич, український композитор, піаніст і педагог.
- 1878 — Олександр Альтманн, українсько-французький живописець.
- 1878 — П'єр Жозе́ф Луї Фату́, французький математик.
- 1880 — Мартірос Сар'ян, вірменський художник.
- 1881 — Павло Альошин, український архітектор і педагог.
- 1882 — Хосе Васконселос, мексиканський письменник і політик.
- 1886 — Макс Фасмер, німецький мовознавець, славіст, етимолог і лексикограф.
- 1887 — Сергій Борткевич, український композитор та піаніст .
- 1888 — Василь Чечвянський (Губенко), гуморист, сатирик, брат Остапа Вишні.
- 1889 — Павло Шандрук, український військовий діяч, генерал-хорунжий Армії УНР, командувач Української Національної Армії
- 1890 — Осип Сорохтей, український живописець і графік.
- 1893 — Всеволод Пудовкін, радянський кінорежисер і теоретик кіно.
- 1896 — Філіп Генч, американський лікар, лавреат Нобелівської премії з фізіології і медицини.
- 1901 — Лайнус Полінг, американський хімік, лавреат Нобелівської премії з хімії 1954 року і Нобелівської премії миру 1962 року.
- 1901 — Роман Сімович, український композитор.
- 1915 — Пітер Медавар, британський біолог, лавреат Нобелівської премії з медицини та фізіології (1960).
- 1922 — Юрій Лотман, радянський літературознавець, культуролог і семіотик.
- 1929 — Френк Гері, канадсько-американський архітектор, який стояв біля витоків архітектурного деконструктивізму; лавреат Прітцкерівської премії (1989).
- 1930 — Леон Нейл Купер, американський фізик, лавреат Нобелівської премії 1972 року.
- 1932 — Юрій Богатиков, український співак (баритон).
- 1938 — Стефан Турчак, український диригент, педагог.
- 1939 — Денієл Цуї (Цуй Ці), американський фізик, лавреат Нобелівської премії 1998 року.
- 1940 — Михайло Бєліков, український кінорежисер, кінооператор і сценарист.
- 1942 — Браян Джонс (Леві Хопкін-Джонс), англійський рок-співак, учасник гурту «The Rolling Stones».
- 1942 — Діно Дзофф, італійський футболіст (воротар) і тренер.
- 1944 — Зепп Маєр, німецький футболіст.
- 1948 — Стівен Чу (Чжу Дівень), американський фізик, лавреат Нобелівської премії з фізики (1997).
- 1953 — Пол Кругман, американський економіст, лавреат Нобелівської премії (2008).
- 1957 — Джон Туртурро, американський актор.
- 1957 — Ян Келеманс, бельгійський футболіст.
- 1967 — Колні Теренс Купер, англійський футболіст.
- 1968 — Ерік ван Мейр, бельгійський футболіст.
- 1979 — Андрій Несмачний, український футболіст, гравець клубу «Динамо» (Київ).
- 1979 — Себастьєн Бурде, французький автогонщик, чотириразовий чемпіон серії ChampCar, пілот Формули-1.
- 1980 — Паскаль Босхарт, голландський футболіст.
- 1980 — Пйотр Гіза, польський футболіст.
- 1980 — Крістіан Поульсен, данський футболіст.
- 1985 — Фіфі Добсон, канадська панк-поп-співачка та автор пісень.
- 1990 — Анна Музичук, українська шахістка,
- 2003 — Олександр Гаркуша, український військовослужбовець, солдат Збройних сил України. Перший в Україні кавалер ордена «За мужність» III ступеня у 17-річному віці.

## Померли

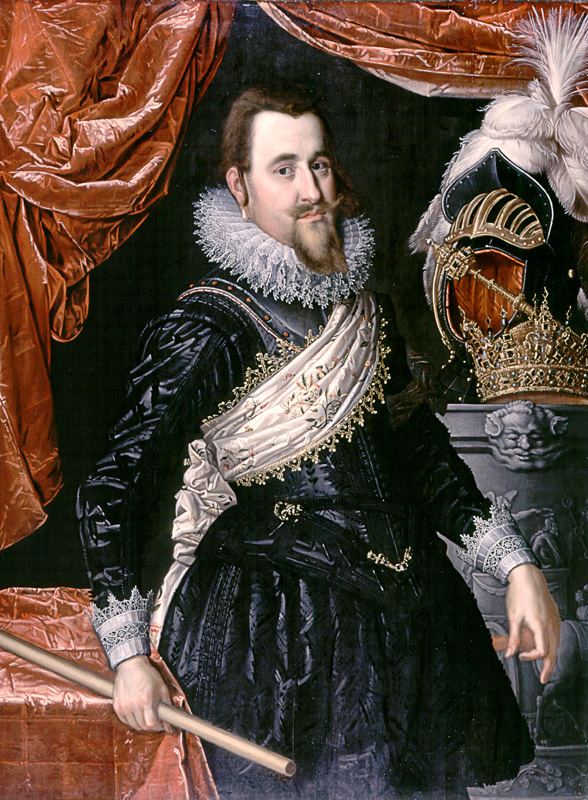
Король Хрістіан IV

Дивись також Категорія:Померли 28 лютого
- 1105 — Раймунд IV, граф Тулузький, один з очільників Першого хрестового походу.
- 1124/1125 — Василько Ростиславич, теребовлянський князь, один із засновників Галицького князівства (ймовірна дата).
- 1616 — Миколай-Кшиштоф Радзивілл (Сирітка), державний і військовий діяч Великого князівства Литовського.
- 1648 — данський король Кристіан IV.
- 1812 — Гуґо Коллонтай, польський публіцист і громадський діяч епохи Просвітництва.
- 1818 — Анна Валлаєр-Костер (Anne Vallayer-Coster), французька художниця.
- 1845 — Василь Анастасевич, український бібліограф, книгознавець, письменник і перекладач.
- 1869 — Альфонс де Ламартін, французький письменник і політичний діяч, представник французького романтизму.
- 1896 — Анте Старчевич, хорватський політик, публіцист, письменник. Часто його називають «Батьком Батьківщини Хорватії».
- 1898 — Василь Завойко, адмірал українського походження. Перший військовий губернатор Камчатки.
- 1916 — Генрі Джеймс, американський письменник.
- 1929 — Клеменс Пірке, австрійський педіатр; в 1907 розробив шкірну пробу для діагностики туберкульозу (реакція Пірке).
- 1936 — Шарль Ніколь, французький мікробіолог, встановив причини виникнення висипного тифу, лавреат Нобелівської премії (1928).
- 1940 — Олександр Безредка, український мікробіолог та імунолог.
- 1941 — Альфонсо XIII, іспанський король.
- 1973 — Андрій Костричкін, актор («Шинель», «Новий Вавилон».
- 1978 — Ерік Френк Расселл, англійський письменник-фантаст.
- 1985 — Девід Байрон, вокаліст гурту Uriah Heep.
- 1986 — Улоф Пальме, прем'єр-міністр Швеції, вбитий у центрі Стокгольма.
- 1993 — Ісіро Хонда, японський режисер.
- 2006 — Оуен Чемберлен, американський фізик, творець атомної бомби, лавреат Нобелівської премії 1959 року.
- 2006 — Олександр Шалімов, український хірург, один із засновників української хірургічної школи.
- 2011 — Анні Жирардо, французька акторка театру і кіно.
- 2011 — Джейн Расселл, американська акторка.
- 2015 — Яшар Кемаль, турецький письменник і правозахисник.

## Події в творах
- 1815 — ув'язнення Едмона Дантеса (Граф Монте-Крісто) в замку Іф.[5]